# Ялівець козацький
Яліве́ць коза́цький або Ялівець козачий  (Juniperus sabina L.) — низькорослий сланкий дводомний вічнозелений кущ родини кипарисові (Cupressaceae). Рослина отруйна, може також використовуватися як лікарська. Етимологія: епітет sabina ймовірно є давньофранцузькою назвою цього виду.

## Морфологічна характеристика
Кущ, у рідкісних випадках невелике дерево до 5 м заввишки з неправильною кроною. Гілочки і хвоя інтенсивно зелені, з сильним запахом. Хвоя лускоподібна, ромбічна або ромбічно-ланцетна, трохи загострена, на гілках сидить по три, на гілочках розміщається в 4 рядки черепицеподібно, на спинці округла, з видовженою або веретено видною залозкою. Органи спороношення містяться на кінцях маленьких пазушних гілочок, вкриті дрібними лускоподібними листочками, чоловічі шишечки спрямовані догори, яйцюваті, утворені круглястими лусочками, жіночі шишечки майже кулясті.
Запилюється у травні. Після запліднення луски жіночої шишечки зростаються і утворюють соковиту зелену шишкоягоду. Шишкоягоди достигають восени першого або наступного року. Стиглі шишкоягоди звислі, чорні, з сизою поволокою, 5—8 мм в діаметрі.

## Поширення та екологічна прив'язаність
Родом з гір Центральної і Південної Європи, Західної і Середньої Азії, від Іспанії на схід до Сибіру, як правило, ростуть на висоті 1000—3300 м.
В Україні ялівець козацький росте на вапнякових скелях у Криму і на Закарпатті. У багатьох парках його культивують як декоративну рослину.
Природним біомом зростання є ліси та гаї на скелястих гірських схилах і піщаних дюнах. Рослина дуже терпима до холоду, посухи і газів; не має спеціальних вимог щодо ґрунту.

## Практичне використання

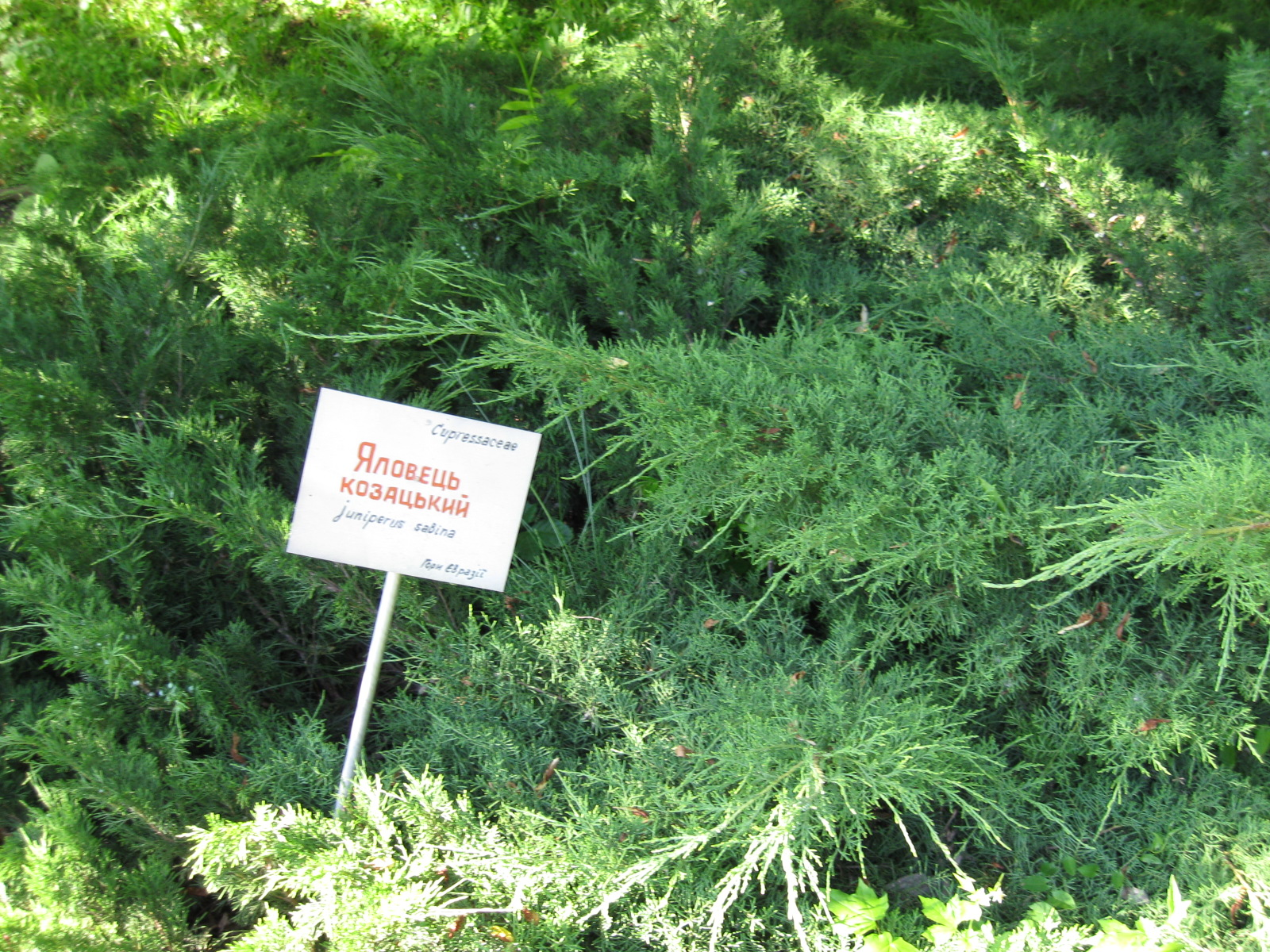
Ялівець козацький у Ботсаду ім. Фоміна, Київ.

На особливу увагу заслуговує ялівець козацький у декоративних композиціях. Належачи до вічнозелених хвойних рослин, він формує на поверхні землі килимові укриття, які здатні існувати упродовж сотень років. Завдячуючи декоративним якостям, морозостійкості та посухостійкості саме цей вид ялівцю застосовується для озеленення найрізноманітніших міських об'єктів. У Голосіївському парку в Києві культивується ялівець козацький з лускатою хвоєю і темно-зеленим забарвленням та з голчастою хвоєю і сизувато-зеленим забарвленням, а також з голчастою хвоєю зеленуватого та сизуватого забарвлення.
Листя і насіння містять сабінол (терпеновий спирт) і галову кислоту, яка перетворюється в пірогалол. Споживання листя викликає сильне подразнення всіх слизових оболонок. Сабінол вражає нервову систему, викликаючи судоми. Пірогалол блокує кишковий кругообіг повністю. Смерть настає швидко. Їдкі олії, отримані з савіни (Juniperus sabina) колись використовували в народній медицині й парфумерії. Токсичність обмежує терапевтичне застосування. Найчастіше савіну використовували як зовнішній засіб у формі мазі, настойки, порошку, щоб позбутися бородавок.